# District de Cayo
Pour les articles homonymes, voir Cayo.
Le district de Cayo est un district, situé à l'ouest de Belize. La capitale du district est San Ignacio. Selon le recensement de 2000, le district de Cayo avait une population de 54 197 habitants.

## Géographie

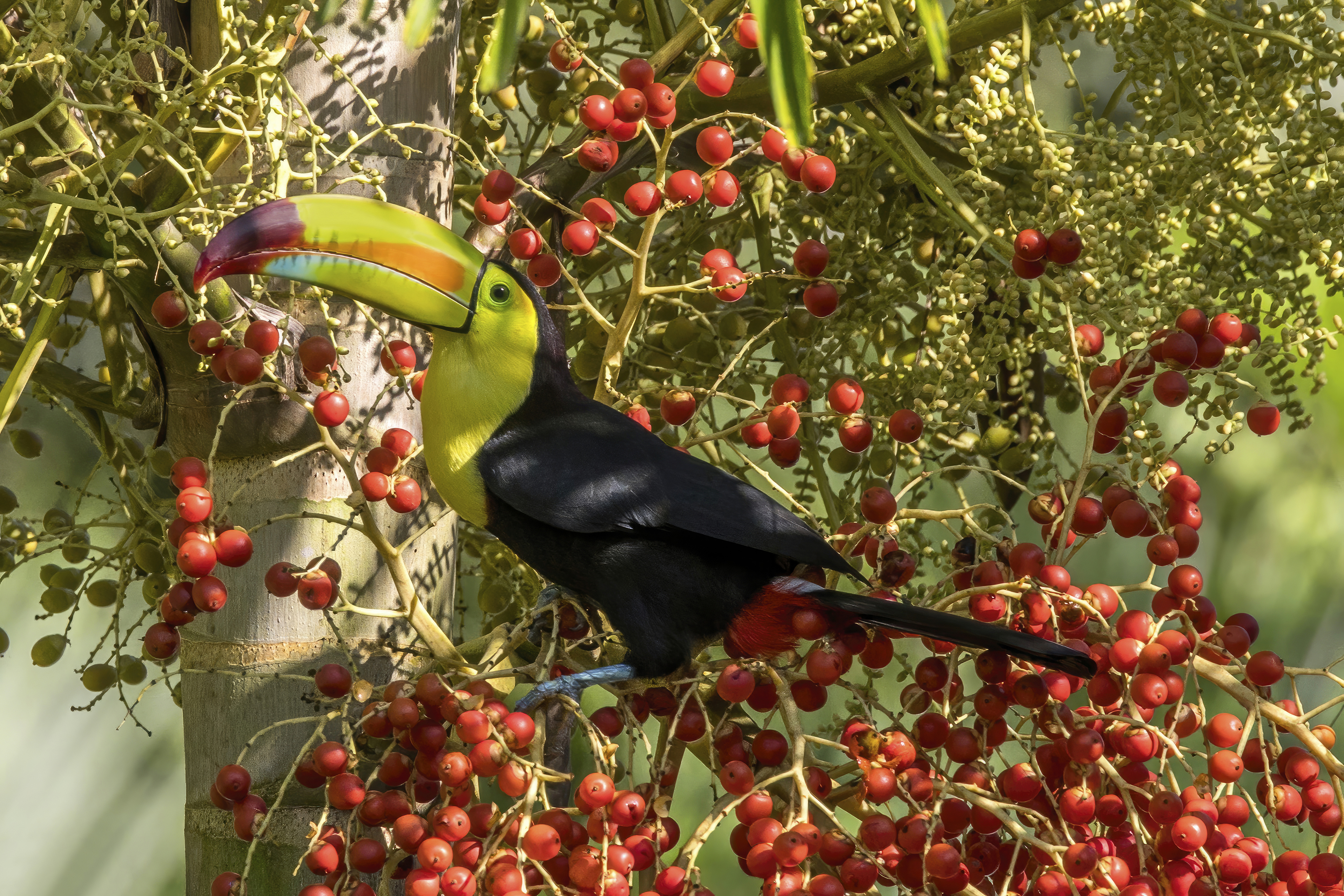
Un toucan à carène perché sur un palmier Wodyetia dans le district de Cayo. Mars 2023.

On trouve également dans le district la capitale nationale Belmopan, la ville de
Benque Viejo del Carmen, les villages de San Antonio Cayo Valley of Peace, St. Margret's, Roaring Creek (en), Albaina, San Jose Succotz, Arenal, Calla Creek, et Spanish Lookout. Le district de Cayo comporte des ruines Maya précolombiennes à Xunantunich, Cahal Pech, et Caracol.
De plus, il existe plusieurs importantes réserves naturelles dont deux parcs nationaux, le Blue Hole et le Parc national de Guanacaste.

## Économie
Le district de Cayo a une économie basée principalement sur l'agriculture, avec notamment les agrumes (oranges, pamplemousses, et clémentines), ainsi que les bananes. L'écotourisme joue également un rôle important dans l'économie du district.

## Transports
Il existe deux principales autoroutes dans le district. La Western Highway, qui va de Belize City à la frontière avec le Guatemala; et la Hummingbird Highway qui part de Belmopan et se termine à la jonction avec la Dangreia Highway et la Southern Highway dans le district de Stann Creek.